# Iouri Moroz
Pour les articles homonymes, voir Moroz.
Iouri Pavlovitch Moroz (en russe : Юрий Павлович Мороз), né le 29 septembre 1956 à Krasnodon (RSS d'Ukraine, URSS) et mort le 14 juillet 2025, est un acteur, réalisateur, scénariste et producteur de cinéma et de télévision, soviétique puis russe.

## Biographie
Iouri Moroz naît à Krasnodon, une ville de la république socialiste soviétique d'Ukraine. Son père, Pavel Moroz, est électricien à la mine Zassiadko, sa mère est chirurgienne. À la fin des études secondaires, pendant un an, il est élève d'une école professionnelle de Donetsk, avant de partir pour Moscou en 1975. 
Il sort diplômé de l'école-studio du Théâtre d'Art Académique de Moscou en 1979, et entame une carrière d'acteur au théâtre du Komsomol de Lénine. Il débute au cinéma dans deux films historiques de Sergueï Guerassimov, La Jeunesse de Pierre Le Grand sorti en 1980 et Le Début des affaires glorieuses sorti l'année suivante.
Il poursuit ses études à la faculté de réalisation, dans la classe de Tamara Makarova et Sergueï Guerassimov à l’Institut national de la cinématographie, et en sort diplômé en 1988. En 1990, il signe son premier film, l'adaptation du roman Podzemelye vedm de Kir Boulitchev.
Sa fille Daria Moroz est également actrice.

## Filmographie sélective

### Acteur
- 1980 : La Jeunesse de Pierre Le Grand (Юность Петра) de Sergueï Guerassimov : Aliocha Brovkine
- 1981 : Le Début des affaires glorieuses (В начале славных дел) de Sergueï Guerassimov : Aliocha Brovkine
- 1983 : Le Mystère des merles de Vadim Derbeniov : Vivian Dubois
- 1983 : Les Garnements de Dinara Assanova : Kostia
- 1983 : Mary Poppins, au revoir (Мэри Поппинс, до свидания) de Leonid Kvinikhidze : le facteur
- 1987 : Les Rendez-vous du minotaure  d'Eldor Urazbaev : Paolo

### Réalisateur
- 1984 : Chambre d’enfants (Детская) — court métrage
- 1987 : La Fenêtre de fraises (Земляничное окошко) — court métrage documentaire
- 1987 : Expérience 200 (Эксперимент 200) — court métrage
- 1990 : Le Sanctuaire des sorcières (Подземелье ведьм)
- 1992 : Le Carré noir (Чёрный квадрат, Chyorny kvadrat) d'après le roman La Foire à Sokolniki de Friedrich Neznansky
- 2000 - 2003 : Kamenskaïa (Каме́нская) — série télévisée
- 2006 : Le Coin des filles (ru) (Точка)
- 2008 : Apostol (ru) (Апостол) — série télévisée
- 2009 : Les Frères Karamazov (ru) (Братья Карамазовы) — série télévisée
- 2009 : Pelagia et le bulldog blanc (ru) (Пелагия и белый бульдог)
- 2014 : Fort Ross: V poïskakh priklioutcheniï (ru) (Форт Росс: В поисках приключений) — série télévisée
- 2014 : Inkvizitor (ru) (Инквизитор) — série télévisée
- 2018 : Operatsia «Satana» (ru) (Операция «Сатана») — série télévisée
- 2021 : Ougrioum-reka (ru) (Угрюм-река) — série télévisée
- 2022 : Somnambules (Лунатики)[2],[3]

### Producteur
- 2006 : Wolfhound, l'ultime guerrier de Nikolaï Lebedev